# Albay Bicolano jezik
Albay Bicolano jezik (ISO 639-3: bhk) jezik austronezijske porodice kojim govori 1 900 000 ljudi (2000) na jugu filipinskog otoka Luzon u provinciji Albay. Član je makrojezika bikol [bik], a ima nekoliko dijalekata: buhi (buhi’non), daraga, libon, oas i ligao.
Pripada užoj bikolskoj skupini, i jedini je predstavnik podskupine buhi-daraga. Govornice se služe i jezikom centralni bicolano [bcl]

## Vanjske poveznice
- Ethnologue (14th)
- Ethnologue (15th)